# اقامتگاه
اقامتگاه رابطه‌ای مادی و حقوقی که شخص را، بدون توجه به تابعیت، به قسمتی از خاک یک کشور پیوند می‌دهد. به عبارت دیگر، اقامتگاه جایگاه حقوقی شخص را در یک کشور مشخص می نماید. اقامتگاه از جمله مفاهیم حقوقی مشترک در حقوق داخلی و حقوق بین‌المللی است. در حقوق داخلی اقامتگاه جزو موضوعات حقوق خصوصی است و به وضعیت شخص برمی گردد. وفق مادهٔ ۱۰۰۲ قانون مدنی ایران « اقامتگاه هر شخصی عبارت از محلی که شخص در آنجا سکونت داشته و مرکز مهم امور او نیز در آنجا باشد. اگر محل سکونت شخص عیر از مرکز مهم امور او باشد، مرکز امور او اقامتگاه محسوب می‌شود». در حقوق بین‌الملل، اقامتگاه در کنار تابعیت یکی از عوامل تقسیم جغرافیای اشخاص در جامعه بین‌المللی است. در حقوق بین‌الملل خصوصی، در برخی مواقع، اقامتگاه نقش مهمی را در تعیین صلاحیت قضایی (تعین دادگاه صالح) و صلاحیت قانونگذاری ( تعین قانون حاکم بر دعوی) در رسیدگی به دعاوی بین‌المللی ایفا می‌کند. نوع دیگری از اقامتگاه‌ها اقامتگاه بومگردی است مثل اقامتگاه بومگردی چم زین .

## توصیف
در قانون، اقامتگاه (همچنین محل اقامت) یک واحد مستقل اقامتی است که توسط یک یا چند خانوار به عنوان مسکن استفاده می‌شود، مانند خانه، آپارتمان، خانه سیار، خانه قایقی، وسیله نقلیه و یا دیگر سازه ها. یک اقامتگاه به‌طور معمول شامل ساختمان‌های مجاور هم، سایبان و غیره می‌شود که در محدوده یک ملک قرار دارند.
طبق قوانین انگلیس، یک اقامتگاه به عنوان یک واحد مستقل مسکونی، مانند یک ساختمان، بخشی از یک ساختمان، کاروان، خانه قایقی یا خانه متحرک تعریف می‌شود. معمولاً چادر در این تعریف نمی‌گنجد.